# Flagge Tornedalens

Flagge Tornedalens (schwedisch: Tornedalsflaggan; finnisch: Meänmaan lippu; Meänkieli: Meänmaan flaku)

Die Flagge Tornedalens (schwedisch: Tornedalsflaggan; finnisch: Meänmaan lippu; Meänkieli: Meänmaan flaku) ist ein Symbol mit offiziellem Status für die grenzüberschreitende Region Tornedalen. 
Erstmals offiziell gehisst wurde die Flagge am 15. Juli 2007 bei den ehemaligen Zollstationen der Gemeinden Övertorneå in Schweden und Ylitornio in Finnland, die beide am Fluss Torneälven liegen. Bengt Pohjanen, ein Gründungsmitglied und Vorsitzender der Tornedalener Vereinigung Meänmaa-Tinkerit (heute nur Meänmaa), führte die Flagge, die von Herbert Wirlöf (ebenfalls Gründungsmitglied) entworfen worden war, als verbindendes Kennzeichen für die mehrsprachige Region ein. Seitdem hat sich die Flagge in der Europaregion schnell verbreitet und Anerkennung bei der ortsansässigen Bevölkerung beiderseits der Grenze gefunden.
Die Proportionen der Flagge entsprechen mit einem Verhältnis von 7:11 der Flagge Estlands. Die Farben in der Trikolore orientieren sich an denen der Flagge Schwedens und Finnlands und stehen für die „leuchtendgelbe Sonne“ (gelb), das „Weiß des Winters“ und den „schneeweißen Fluss“ (weiß) sowie das „Blau des Himmels im Sommer“ (blau). Im Gegensatz zu den sonst in den nordischen Ländern weitverbreiteten skandinavischen Kreuzflaggen wurde auf das Kreuz verzichtet, da die Tornedalener nach eigener Ansicht keine Kreuzfahrer waren.
Als Flaggentag wurde der 15. Juli, der Jahrestag der erstmaligen offiziellen Beflaggung, festgesetzt.